# Goniogryllus chongqingensis
Goniogryllus chongqingensis är en insektsart som beskrevs av Chen, J. och Z. Zheng 1995. Goniogryllus chongqingensis ingår i släktet Goniogryllus och familjen syrsor. Inga underarter finns listade i Catalogue of Life.